# Опус барбарикум
Опус барбарикум  (лат. opus — опус, рад, barbaricim — варварски, примитивни) била је прва и најпримитивнија мозаичка техника настала на Блиском истоку, пре више хиљада година. Свој пуни значај и развој добила је у древној Грчкој.

## Општа разматрања
Мозаик у техници барбарикум (као што јој и сам назив каже - примитивни) изводи се од најједноставнијег и лако доступног материјала, речног или морског шљунка у неколико боја, на коме је накнадно уз помоћу највиших конвенционалних метода импровизован пуни „сјај” или полирање камења. Најчешће су коришћени каменчићи тамноцрвене, плаве и беле боје а  касније и они са мрљама жуте и сиве боје.
Израда подова речним шљунком потиче са Криту још из доба неолита, а касније је примењивана у минојској и микенској цивилизацији. Били су то први човекови покушаји  да у то доба украси амбијент за становање. Али онда настаје прекид у историји примене шљунчаних мозаика које замењују мозаици израђени мноштвом лепших и квалитетнијих материјала; мермер, стакло, бисери, теракота итд.
Као материјал који се користи третиране на реку каменчиће тамноцрвена, плава и бела са каснијим мрљама жуте и сиве.
Имаге лишена једна скица и прилично "патцхворк" буквално насумично састављена од отпадака геометријским шарама (кукасти утоваривачи Цхесс ћелија ромб, квадрат).
Ови мозаици се данас налазе у Шпанији (7-4. век п. н. е.), на острву Сицилија, у палати Аи Кханум у Авганистану, главном граду Македоније (4-3. века п. н. е). Најпознатији мозаици  израђени по моделу монохроматизма су: „Дионис на леопарду”, „Лов на јелене”, „Лов на лава”.